# Herb gminy Kłoczew
Herb gminy Kłoczew – jeden z symboli gminy Kłoczew w postaci herbu.

## Wygląd i symbolika
Herb przedstawia w polu tarczy srebrnej czarnego niedźwiedzia powyżej dwóch pasów czerwonych.
Czarny niedźwiedź pochodzi z herbu rodowego Kłoczewskich – Rawicz – i nawiązuje do osoby Piotra Kłoczewskiego, sekretarza króla Stefana Batorego, który zginął w bitwie pod Wielkimi Łukami. Czerwone pasy symbolizują natomiast związek z województwem sandomierskim i ziemią stężycka.

## Historia
Herb ustanowiony uchwałą nr XXIV/175/2016 z dnia 22 lipca 2016 roku.